# Camp de Túria
Camp de Túria Spanyolországban, Valencia Valencia tartományában található comarca. Camp de Túria Alto Palancia, Camp de Morvedre, Hoya de Buñol, Horta Oest, Horta Nord, Requena-Utiel, Los Serranos, Comarca de València és Horta Sud comarcákkal határos. Lakosainak száma 182 085 fő (2024).

## Önkormányzatai
- Benaguasil
- Benisanó
- Bétera
- Casinos
- L’Eliana
- Gátova
- Llíria
- Loriguilla
- Marines
- Náquera
- Olocau
- La Pobla de Vallbona
- Riba-roja de Túria
- San Antonio de Benagéber
- Serra
- Vilamarxant